# Budisavljevići
Budisavljevići su poznata graničarska i svećenička obitelj Srba u Hrvatskoj pretežito naseljenih u Lici. Postoje i katolički Hrvati s ovim prezimenom.

## Povijest
Po obiteljskoj legendi oni svoje podrijetlo dovode u vezu s metohijskim selom Pećanima. Tri brata, Pilip, Juriša i Budiša (od kojih su u Lici nastali kasniji Pilipovići, Jurišići i Budisavljevići i Budaci) su kao plemstvo Nemanjića, bježeći pred Turcima, došli do Like (Lički Ribnik kod Gospića), zatim u Brlog i Drenov Klanac, da od Turaka čuvaju Senj. Tu su naseljeni od Gusića 1610. godine. Po oslobođenju Like i Krbave, osnivaju selo Pećane, kojem daju ime u spomen na metohijske Pećane. Mjesto su zvali Pećani, ali se službeno zove Pećane. Stari su spominjali da su došli neđe iz Crne Gore, Hercegovine... a tim metohijskim Pećanima bliža je albanska Crna Gora (Malizi) od pravoslavne Crne Gore. Svi Budisavljevići su istog podrijetla, a krsna slava pravoslavnim Budisavljeviima je sveti Stjepan Prvomučenik. O svom nekadašnjem plemstvu govorili su: Naši praoci donesoše amo listine od kože koje su oni dugo čuvali. Od koljena do koljena pored sve to većeg nerazumjevanja prevlađivala je sve to veća nehatnost prema tome našem amanetu i potonji naraštaji pogotovu ne umjedoše više cijeniti vrijednost tijeh listina, koje im dabogme ne prinašahu stvarne koristi. A šta će nam ta magareća koža, tako su govorili koji u svom neznanju utamaniše taj, dragocjeni amanet. Tako je slušao i upamtio moj roditelj pripovijedanje svojijeh starijeh, napisao je Leko Budisavljević o svom ocu, generalu Budi Budisavljeviću. Krajem 18. vijeka bile su 24 kuće Budisavljevića u Pećanima, 3 kuće u Brlogu, pored onih rasutih širom svijeta. Svoju obitelj kao cjelinu uvijek su zvali: naše pleme, što je u tim krajevima bio jedinstven primjer. Leko Budisavljević napisao je knjigu Pleme Budisavljevića u Gornjoj krajini. U njoj spominje Budake i Budisavljeviće kao srodnike, potomke istog pretka. Od Budaka je najpoznatiji Mile Budak. O starim Budisavljevićima se očuvao spomen da su svi bili snažni i visokog rasta. Manji broj Budisavljevića se asimilirao (pokatoličio i pohrvatio). Neki u Lici i Sibinju kod Slavonskog Broda. Od njih ima manje poznatih ličnosti. Budaci, Pilipovići i Jurišići su se pokatoličili, samo su Budisavljevići većinom ostali pravoslavci.
Dvije grane Budisavljevića su dobile austrijsko plemstvo, Marko i Mijat Budisavljević. Grana majora Mijata ističe se upravo nizom viših časnika i generala. Tu granu Budisavljevića, kako u svom pismu navodi Milan Ćirić, zanemario je Leksikografski zavod Miroslav Krleža i Krležina Opća enciklopedija. Također tvrdi da su "razlozi veoma duboki, još od doba Marije Terezije" te da je u to vrijeme "djelomično vršeno nasilno pokatoličavanje pravoslavaca u Austriji". Po očuvanom plemenskom predanju, jednoj takvoj ekipi suprotstavio se kod Pećana, s puškom u ruci djed majora Mijata, Mijat-Bojan Budisavljević, zajedno s dvojicom prijatelja. Austrijske vlasti su taj incident, u kojem je jedan plebanuš izgubio glavu, zataškale, a ekipe za nasilno pokatoličavanje nisu više u taj kraj zalazile. Ipak, to je ostalo zapisano u austrijskim arhivima i zbog toga Mijatov unuk, major Mijat i praunuk general Bude, upravo zato ne dobivaju ni Orden Marije Terezije ni Orden Leopoldov. Prijedorska grana Budisavljevića se tu, krajem 19. i početkom 20. vijeka, daleko bolje uklapala u postojeće odnose, a njeni najistaknutiji predstavnici, Veliki župan Bude i njegovo potomstvo sve više evoluiraju od Srba u pravoslavce, neki su primili katolicizam, dok u Mijatovom potomstvu srpska nacionalna svijest postaje sve jača. Jedan unuk popa Jove poginuo je 1916. na Kajmakčalanu kao srpski dobrovoljac i to je bio dodatni razlog za prešutkivanje Mijatove grane.
Josip Broz Tito je imao suprugu Jovanku Budisavljević Broz, a humanitarna radnica u Drugom svjetskom ratu bila je Austrijanka Diana Budisavljević. Ova obitelj je dala i druge poznate osobe svoga vremena, pravoslavne svećenike, novinare, političare, zapovjednike, generale, majore, književnike, doktore medicine... a i baka po majci, hrvatsko-američkog znanstvenika Nikole Tesle bila je Sofija Mandić (djevojački Budisavljević).

### Ratne sudbine nekih Budisavljevića u 20. stoljeću
Neki Budisavljevići su imali i tragičnu sudbinu. Vladimir i njegov sin Mane (Emanuel) su strijeljani 19. kolovoza 1942. u Dudiku kod Vukovara. Manetova majka Vilma Hribovšek i žena Elfrida Valeria Foschiatti su uhapšene i deportirane u Jasenovac. Vilma je u Jasenovcu i ubijena 1942., u 72. godini života, a Elfrida je navodno preživjela rat, a po drugim izvorima nije. Selo Pećane je imalo 29 žrtava fašističkog terora i nekoliko desetina poginulih u partizanima. Smilja Budisavljević je bila svjedok oba svjetska rata kao i Domovinskog. Smiljin brat Savo je u Prvom svjetskom ratu, iz Amerike išao brodom u Europu, da bi ratovao na Solunskom frontu, a poginuo je nakon što su Nijemci torpedirali i potopili brod na oceanu. Za četiri godine (Drugog svjestkog) rata, dosta vremena s djecom provela je po zbjegovima planine Pješivice. U Domovinskom ratu je imala 88 godina i u traktorskoj prikolici je 5. kolovoza 1995. prevežena u Srbiju, gdje i umire 1998., u 93. godini života. U Muzeju genocida u Beogradu je navedeno 4 Budisavljevića, žrtava rata 1941. – 45., koji su iz Novih Karlovaca: Kuzman (ubijen od Nijemaca u logoru u Zemunu, 1944.), Desanka (poginula u NOB-u 1944.), Radovan (ubijen od Nijemaca 1945. u Auschwitzu, 1945.) i Slobodan (ubijen u NOB-u, N. Slankaman). Ilija Budisavljević bio je 7 puta ranjavan, jednom i na Srijemskom frontu. Njegov brat Nikola je poginuo na Sutjesci. Mlađi brat im je stradao na samom početku Drugog svjetskog rata. Ustaše su naredile da muškarci dođu u Udbinu radi košenja, pa su tu pohvatali Srbe i poklali ih u crkvi. Nakon toga Ilija i Nikola odlaze na Plješivicu i pridružuju se partizanima. 
Nakon Domovinskog rata, Čedi B. je suđeno na Višem sudu u Beogradu u predmetu Rakić. Bio je jedan od izvršitelja ubojstva pet članova ove obitelji, koji su optuženi za špijunažu u korist hrvatske strane. Đuro Budisavljević iz Pećana, je poslije Prvog svjetskog rata u Bačkom Dušanovu dobio zemlju i kuću. Tu mu se rodilo još troje djece. Za vrijeme Drugog svjetskog rata Mađari su ih protjerali, pa su kao izbjeglice bili u Sibnici (Srbija). Tri obitelji Budisavljević iz Pećana su bile kolonizirane poslije Prvog svjetskog rata u Makedoniju (Kumanovski kraj, sela Tromeđa i Ljubodrag). Stradali su od pljačke Arbanasa iz kumanovskih sela Sopota, Lojana i dr. Državna vlast je ove teškoće otklonila tako što je oko 1924. naoružala koloniste. Početkom Drugog svjetskog rata Bugari ih protjeruju i oni se doseljavaju u Srbiju. Nakon rata im je povratak zabranjen. Partizanski pokret je privukao neke Budisavljeviće (više nego bilo koji drugi pokret u ratu), a tek su pojedinci pristupili ustašama i četnicima. Tako, katoličke Hrvate i rođenu braću: Nikolu Budisavljevića ubijaju partizani, Tomo B. je bio njemački vojnik u Bihaću, a Joso i Ivo su ubijeni 1945. kod Bleiburga. Ljubiša B. je pristupio četnicima. Koreničanin i pravnik Momčilo Momo Budisavljević je bio zatočen 1942. godine u logoru Mauthauzen, ali je preživjeo rat. Šest Budisavljevića iz Pećana su bili dobrovoljci koji su prišli srpskoj vojsci u Prvom svjetskom ratu. 
22. prosinca 1943., Hrvatski dojavni ured donosi vijest o vješanju 16 redarstveno utvrđenih komunista, odnosno, djelatnih partizana. Naveden je i Pavao B., rođen 1908. u Bilaju, Udbina, krčmar iz Granešinske Dubrave. Bio je vodič kod prebacivanja u partizane. Registrirani Budisavljevići, ubijeni ili poginuli u Drugom svjetskom ratu su: iz Gospića: Rade B., ubijen 1941. u logoru Jadovno. Iz Donje Rašenice - općina Grubišino Polje: dvojica Nikola B. i Simo, 1941., ubijeni u Jadovnu. Iz Drenovog Klanca - općina Otočac, Mile i Bogdan su ubijeni 1941. u Vratniku, a Jovo je poginuo 1943. u BiH. Iz Poduma - općina Otočac, Mile B. je ubijen 1944. u Vrhovinama, zarobljenik pripadnik t.z.v. NOV. Donji Meljani - općina Podravska Slatina: Nevenka B. je ubijena 1945., a Đuro B. i Dušan B. ginu 1943. u NOB-u. Stari Slatnik - općina Slavonski Brod: Petar i Lazo B. su ubijeni 1941. u Jadovnu. Krbovac - općina Titova Korenica (ime iz vremena komunizma): kćerka Save B., ubijena od ustaša 1943. Pećane - općina Titova Korenica: 24 Budisavljevića - pravoslavnih Srba je izgubilo živote, od njih 5 u Jadovnu. Prijeboj - općina Titova Korenica, Zagreb i Vrbanja - općina Županja su imale po jednu žrtvu. U Zagrebu je ubijen, već navedeni Pavao, a u Jasenovcu je stradala Nada B., Slovenka iz Vrbanje. Spomenici žrtvama fašizma u Pećanima su uništeni u vrijeme Domovinskog rata. Stradali su bili navedeni u dvije grupe: žrtve fašističkog terora, 17 Budisavljevića i pali borci 1941. – 1945., 5 Budisavljevića. Iz Slavonskog Broda su u logor Jasenovac deportirani Lazo i Petar B., koji su potom preveženi i ubijeni u Jadovnu. U Jadovnu je stradalo 12 Budisavljevića. Jedan od protjeranih pravoslavnih svećenika bio je i Stevan Budisavljević iz Sloboštine kod Požege (4. kolovoza 1941. preko logora u Požegi). Domovinski rat dovodi do većeg iseljavanja Budisavljevića iz svojih prethodnih mjesta življenja, a Petar B. je tada izgubio život. Politički logor Goli otok je bilo mjesto gdje je troje Budisavljevića izgubilo živote (Petar, Dušan i Bojka). Paju B., vlasnika kavane u Zagrebu su ustaše objesile na Dubravi 1943. godine. On je bio djed kasnijeg hrvatskog reprezentativca u športskom ribolovu, Siniše B. koji je osvojio srebrno odličje 2015. na Svjetskom prvenstvu u Irskoj. NATO-ovo bombardiranje SRJ 1999., pri jednom od napada na Surdulicu, odnosi u jednoj noći živote 20 civila, među kojima i život Petra B.

## Poznati Budisavljevići
- Diana Budisavljević, hrvatska humanitarka iz Drugog svjetskog rata
- Jovanka Budisavljević Broz, supruga Josipa Broza Tita
- Marko Budisavljević, hrvatski graničar, nadporučnik i austrijski plemić
- Tomo Budisavljević, pravoslavni svećenik, odlikovan od Napoleona
- Mijat Budisavljević, hrvatski graničar, major i austrijski plemić
- Jovan Budisavljević, pravoslavni svećenik i poslanik
- Bude Budisavljević (general), general-major, plemić
- Aleksandar Leko Budisavljević, pukovnik, autor knjige Pleme Budisavljevića u Gornjoj krajini
- Manojlo Budisavljević, general-major i matematičar
- Stanislav Budisavljević, zapovjednik u austrougarskoj ratnoj mornarici
- Bude Budisavljević (hrvatski književnik), hrvatski književnik i veliki župan zagrebački
- Julije Budisavljević, hrvatski kirurg
- Srđan Budisavljević, hrvatski političar
- Milan Budisavljević, hrvatski književnik
- Budislav Budisavljević, hrvatski novinar i saborski zastupnik
- Emanuel Budisavljević, dvorski savjetnik u Dalmaciji
- Vladimir Budisavljević, austrougarski diplomat
- Josip Budisavljević, hrvatski pravnik i zagonetač
- Boško Budisavljević, hrvatski arhitekt
- Dana Budisavljević, hrvatska redateljica i producentica

## Zanimljivosti
Tacit je za Suebe (Svevi, Švabe) napisao da kao ratnici nose perčin na glavi. Ista tradicija je zabilježena i na našim prostorima: Mary Edith Durham to bilježi kod žitelja sjeverne Albanije, visokih, svjetloputih i plavookih, za razliku od juga Albanije, gdje su niski, tamnoputi i bez te tradicije. Perčin su nosili i Nikola I. Petrović Njegoš (zapisao Simo Popović), Karađorđe Petrović, spominje je Simeon Piščević, a i jedan Budisavljević. Bude Budisavljević (general) pišući o svom djedu Jovanu, u kontekstu posljednjeg turskog rata (1788. – 1791.) zapisao je i ovo: ...a dugačka sijeda kosa bila mu je u perčin opletena. Pri susretu oca Borislava Budisavljevića s Jovankom i Titom, Josip Broz Tito se našalio na račun Budisavljevića da vole "da komanduju", čime je zapravo aludirao na svoju suprugu. Odgovoreno mu je da su Budisavljevići uglavnom nosili dvije uniforme, vojničku i svećeničku, pa im je takav odnos i odgovarao. Anegdota o Budisavljevićima koja se ranije govorila je da su često mijenjali političku stranu. Bili su uz Habsburgovce, Napoleona, Karađorđeviće, kasnije uz komuniste, neki katolički Budisavljevići i uz ustaški pokret. Netko od Budisavljevića je duhovito primijetio: Nismo se mi mijenjali. Oni su se mijenjali. Petar (1756.), sin Marka Budisavljevića poginuo je s Napoleonovom vojskom kod Verone 1805. godine, a u Veroni je i pokopan. General Bude Budisavljević je isto u Napoleonovoj vojsci 1812. sudjelova u bezuspješnoj invaziji na Rusiju, a protojereja Tomu Budisavljevića odlikovao je Napoleon, kao i car Franjo II.

## Galerija
- General Bude Budisavljević, litografija Anastasa Jovanovića. Na originalu, ispod je tekst: Budislav Budisavljević, c.v. General Major i brigadir u Banatu (na ćirilici i na njemačkom jeziku)
- Veliki župan Bude Budisavljević
- Titova supruga Jovanka Budisavljević Broz u društvu Nixona, Tita i Nixonove supruge Pat
- Velika rodoslovna tabla plemena Budisavljević
- Ulica Diane Budisavljević, Beograd, Dedinje, 3. ožujka 2013.
- Ulica Bude Budisavljevića u Busijama, Zemun. Nije sigurno kojem od trojice poznatijih ljudi s ovim imenom i prezimenom je ulica posvećena